# Chiesa di Sant'Onorato
La chiesa di Sant'Onorato di Arles è un luogo di culto cattolico situato nel comune di Torriglia, in piazza della Chiesa, nella città metropolitana di Genova. La chiesa è sede della parrocchia omonima del vicariato del Genovesato della diocesi di Tortona.
Nella stessa piazza è ubicato l'attiguo oratorio di San Vincenzo.

## Storia e descrizione

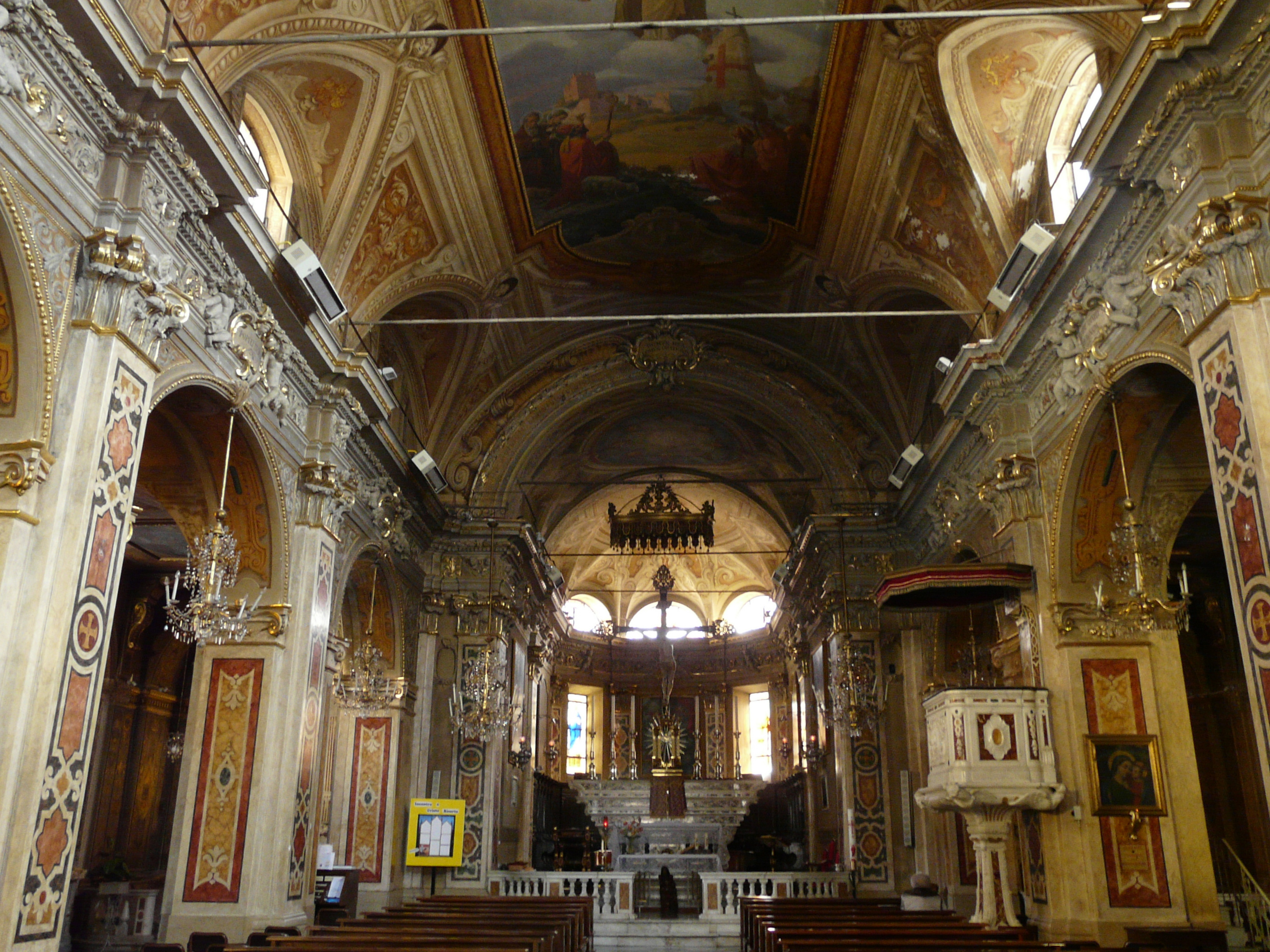
La navata centrale

Per l'intitolazione verso il santo Onorato di Arles, unico caso in Liguria, si presuppone che un primo edificio potrebbe essere stato fondato dai monaci lerinesi dell'abbazia di Lerino, della cui regola sant'Onorato fu fautore, operanti nel territorio della val Trebbia.
Ristrutturata nel XVI secolo e in seguito ricostruita agli inizi del XVII secolo conserva al suo interno una statua marmorea principale raffigurante il santo e altre sculture nelle due navate laterali: a destra le raffigurazioni in marmo di sant'Antonio da Padova, la Madonna del Rosario (voluta in ricordo della battaglia di Lepanto a cui prese parte il marchese di Torriglia Giò Andrea Doria), il Gesù dei gesuiti e i Tabernacoli dei teatini; a sinistra le statue della Misericordia, della Madonna del Carmine, quest'ultima precedente patrona di Torriglia, e della Madonna della Provvidenza attuale patrona del paese.
Di pregiato marmo settecentesco sono composti il pulpito, le balaustre della zona absidale e i pavimenti delle navate e del presbiterio.